# Oleica krówka
Oleica krówka (Meloe proscarabaeus) – gatunek chrząszcza z rodziny oleicowatych. Występuje w Europie, Afryce Północnej i palearktycznej Azji, na wschód po Półwysep Koreański. Owady dorosłe żerują na roślinach, larwy zaś są najpierw ektopasożytami, a potem pasożytami gniazdowymi dzikich pszczół.

## Taksonomia
Gatunek ten opisany został po raz pierwszy w 1758 roku przez Karola Linneusza na łamach dziesiątego wydania Systema Naturae pod obecnie stosowaną nazwą. W 1781 roku Franz von Paula Schrank wyróżnił odrębny rodzaj Proscarabaeus, którego gatunkiem typowym stała się oleica krówka przez zasadę absolutnej tautonimii. W 1810 roku Pierre-André Latreille wyznaczył oleicę krówkę gatunkiem typowym rodzaju Meloe. W 1859 roku Carl Gustaf Thomson błędnie wyznaczył na gatunek typowy tego rodzaju M. majalis, natomiast M. proscarabaeus ustanowił gatunkiem typowym nowego rodzaju Cnestocera. W ciągu XX wieku wprowadzony przez Schranka takson Proscarabaeus wykorzystywany bywał w randze podrodzaju w obrębie rodzaju Meloe. Jednak fakt, że Meloe (Proscarabaeus) ma ten sam gatunek typowy co Meloe, wymusił jego synonimizację z podrodzajem typowym Meloe s.str.

## Morfologia
Chrząszcz o ciele długości od 11 do 35 mm, przy czym samce są mniejsze od samic. Ubarwienie ma czarne, niebieskoczarne lub fioletowoczarne. Czułki samca mają człony od piątego do siódmego rozszerzone, silnie spłaszczone, a siódmy ponadto wygięty. U samic człony te są słabiej rozszerzone, walcowate, a na siódmym brak jest zagięcia. Punktowanie głowy i przedplecza jest gęste, głębsze i grubsze niż u oleicy fioletowej. Szerokość głowy jest większa niż przedplecza. Jej ciemię jest słabiej wypukłe niż u M. autumnalis. Przedplecze jest spłaszczone, niewiele dłuższe niż szerokie, o tępych kątach tylnych i lekko wyciętej krawędzi nasadowej. Punkty średniej wielkości na przedpleczu czasem grupować się mogą w skupiska. Wzdłuż tylnego brzegu przedplecza biegnie wąską listewka krawędziowa. Pokrywy są miękkie, szersze od przedplecza, skrócone, lekko przy nasadzie nachodzące na siebie, a ku wierzchołkom rozchylone. Rzeźba pokryw składa się z różnej wielkości zmarszczek, zawsze grubszych niż u oleicy fioletowej; brak jest wyraźnych dołków jak u M. autumnalis. Mikrorzeźba pokryw jest niemal matowa. Wierzchołki pokryw są słabiej zaokrąglone niż u oleicy krówki. Skrzydeł tylnej pary brak zupełnie. Odnóża ostatniej pary mają biodra wydłużone, dwukrotnie dłuższe niż szersze, a golenie o ostrodze wierzchołkowej zewnętrznej dłuższej i grubszej od wewnętrznej. Odwłok jest duży, zwłaszcza u samic silnie rozdęty.

## Biologia i ekologia
Owad ten zasiedla stanowiska suche, ciepłe i otwarte, w tym suche łąki, ugory, trawiaste zbocza, miedze, pobrzeża lasów i przydroża. Owady dorosłe spotyka się od kwietnia do czerwca. Są fitofagami i żerują na soczystych, zielonych częściach roślin, w tym buraków, grochów, jaskrów, koniczyn, mniszków, słoneczników, ziemniaka i różnych traw.
Cykl życiowy odbywa się z nadprzeobrażeniem. Samica składa do gleby nawet do 30 tysięcy jaj. Wylęgają się z nich jaskrawopomarańczowe larwy pierwszego stadium zwane trójpazurkowcami. Larwy te przemieszczają się aktywnie i albo wchodzą na kwiaty, albo same tworzą na różnych częściach roślin zielnych agregacje przypominające kwiat, wabiące owady zapylające. Trójpazurkowce przebywające na kwiatach mogą żerować na ich pyłku. Następnie larwy te włażą na różne owady antofilne. Ich docelowymi żywicielami są dzikie pszczoły, zwłaszcza z rodzajów porobnica i lepiarka. Larwy, które trafią na inne owady antofilne, w tym na pszczoły miodne, giną bez możliwości dokończenia cyklu życiowego. Larwa przebywająca na pszczole żeruje na jej hemolimfie jako pasożyt zewnętrzny. Po dostaniu się do gniazda zjada jajo pszczoły i linieje do formy larwy pędrakowatej. W tym stadium żeruje ona na pyłku i nektarze zgromadzonym przez pszczołę. Następnie opuszcza gniazdo i przechodzi w stadium pseudopoczwarki, potem w larwy skotylidalnej, a ostatecznie poczwarki – te trzy ostatnie stadia nie pobierają już pokarmu.
Główną strategią obronną larw i owadów dorosłych jest wytwarzanie wydzieliny zwierającej kantarydynę – silnie trujący dla wielu bezkręgowych i kręgowych zwierząt owadożernych monoterpen. U larw kantarydyna deponowana jest w układzie pokarmowym, a jej kropla wydzielana jest w razie zagrożenia przez otwór gębowy. U dorosłych owadów krople zawierające kantarydynę wydzielane są natomiast przez pory w stawach odnóży. Zdolność do syntetyzowania tego monoterpenu w tym stadium mają tylko samce, które gromadzą m.in. w gruczołach związanych z układem płciowym. Samice porcję kantarydyny pozyskują w czasie kopulacji wraz ze spermatoforem od samca. Przekazują one kantarydynę jajom.

## Rozprzestrzenienie
Gatunek palearktyczny. W Europie znany jest z Portugalii, Hiszpanii, Irlandii, Wielkiej Brytanii, Francji, Belgii, Holandii, Luksemburga, Niemiec, Szwajcarii, Liechtensteinu, Austrii, Włoch, Malty, Danii, Szwecji, Norwegii, Finlandii, Estonii, Łotwy, Litwy, Polski, Czech, Słowacji, Węgier, Białorusi, Ukrainy, Mołdawii, Rumunii, Bułgarii, Słowenii, Chorwacji, Bośni i Hercegowiny, Czarnogóry, Serbii, Albanii, Macedonii Północnej, Grecji oraz europejskiej części Rosji. Na kontynencie tym północna granica jego zasięgu biegnie przez Wyspy Brytyjskie, środkową Fennoskandię i Karelię.
W Afryce Północnej zamieszkuje Maroko i Egipt. W Azji stwierdzono jego występowanie w Gruzji, Azerbejdżanie, Armenii, na Cyprze, Turcji, Syrii, Jordanii, Libanie, Izraelu, Palestynie, na Syberii Zachodniej i Wschodniej, w Kazachstanie, Turkmenistanie, Uzbekistanie, Tadżykistanie, Kirgistanie, Iranie, Mongolii, Chinach, Korei Północnej i Korei Południowej.
W Europie Środkowej wraz z oleicą fioletową stanowią najpospolitszych przedstawicieli rodziny. W Polsce występuje na terenie całego kraju od nizin po pogórza.